# سلیدرا
سلیدرا (به اسپانیایی: Soliedra) یک دهستان در اسپانیا است که در سریا واقع شده‌است.

## خصوصیات
سلیدرا ۱۹ کیلومترمربع مساحت و ۳۷ نفر جمعیت دارد.